# Denis Strelkov
Denis Strelkov (26 de octubre de 1990) es un atleta ruso especializado en marcha atlética.
Strelkov consiguió la medalla de bronce en la Copa del Mundo de Marcha Atlética celebrada en la ciudad rusa de Cheboksary en 2008. Otras participaciones destacadas a nivel internacional han sido el quinto puesto conseguido en el Campeonato Mundial de Atletismo de 2013, celebrado en Moscú sobre 20 kilómetros, y el octavo en el Campeonato Mundial Juvenil de Atletismo de 2007, celebrado en la ciudad checa de Ostrava sobre 10 000 metros.

## Mejores marcas personales
| Mejores marcas personales | Mejores marcas personales | Mejores marcas personales | Mejores marcas personales |
| Distancia                 | Tiempo                    | Lugar                     | Fecha                     |
| ------------------------- | ------------------------- | ------------------------- | ------------------------- |
| 10.000 m.                 | 40:24.97                  | Novi Sad, Rusia           | 25 de julio de 2009       |
| 10 km.                    | 39:16                     | Ádler, Rusia              | 24 de febrero de 2008     |
| 20 km.                    | 1h:19:46                  | Zúrich, Suiza             | 13 de agosto de 2014      |
| 35 km.                    | 2h:27:52                  | Sochi, Rusia              | 26 de febrero de 2011     |
| 50 km.                    | 4h:04:36                  | Olhão, Portugal           | 21 de mayo de 2011        |
| PC - Pista Cubierta       |                           |                           |                           |